# Peterculter
Peterculter är en ort i Storbritannien.   Den ligger i kommunen Aberdeen City och riksdelen Skottland, i den norra delen av landet, 600 km norr om huvudstaden London. Peterculter ligger 71 meter över havet och antalet invånare är 6 662.
Terrängen runt Peterculter är huvudsakligen platt, men åt sydväst är den kuperad. Runt Peterculter är det ganska glesbefolkat, med 29 invånare per kvadratkilometer. Närmaste större samhälle är Aberdeen, 11,3 km öster om Peterculter. Trakten runt Peterculter består i huvudsak av gräsmarker.